# مرسدس-بنز دبلیو۱۴۰
مرسدس بنز دبلیو۱۴۰ (Mercedes-Benz W۱۴۰) خودرویی است در سال‌های ۱۹۹۱ تا ۱۹۹۹ که در اشتوتگارت و بادن-وورتمبرگ و آلمان تولید شده‌است. طراحی آن خودروهای موتور جلو-محور عقب بوده است. سیستم جعبه‌دندهٔ آن ۵ دنده به دو صورت خودکار و دستی است. تولید این مدل بنز از ۱۳۷۰/ ۱۹۹۱ آغاز و تا ۱۳۷۸/ ۱۹۹۹ ادامه داشت و در دو نوع بنزین سوز و دیزلی تولید شد. این خودرو موتورهای ۸/۲ لیتری تا ۷/۳ لیتری AMG را تجربه کرده است.
این خودرو با ورود خود به بازار چشم بسیاری از خودرو دوستان را خیره کرد. علت آن نیز هیبت بیش از حد بزرگ آن بود که در آن زمان آنچنان در خیابان‌ها متداول نبود.
نمونه‌های ابتدایی آن توسط رانندگان سفارتخانه‌های خارجی در جاده‌های شهرهای رانده و به مرور واردات آن از سوی واردکنندگان نیز آغاز شد. این خودرو به دلیل داشتن امکانات و تجهیزات رفاهی بسیار زیاد و پیچیده و امکانات نامناسب تعمیر و نگهداری بار مالی زیادی را به مالکان خود وارد کرد. پیچیدگی تعمیر و نگهداری این خودرو تا امروز نیز همچنان پابرجاست. هیبت و بزرگی اتاق این مدل مرسدس بنز سبب شد ایرانیان عنوان بنز اتاق‌تانک را برای آن در نظر بگیرند.

## نگارخانه

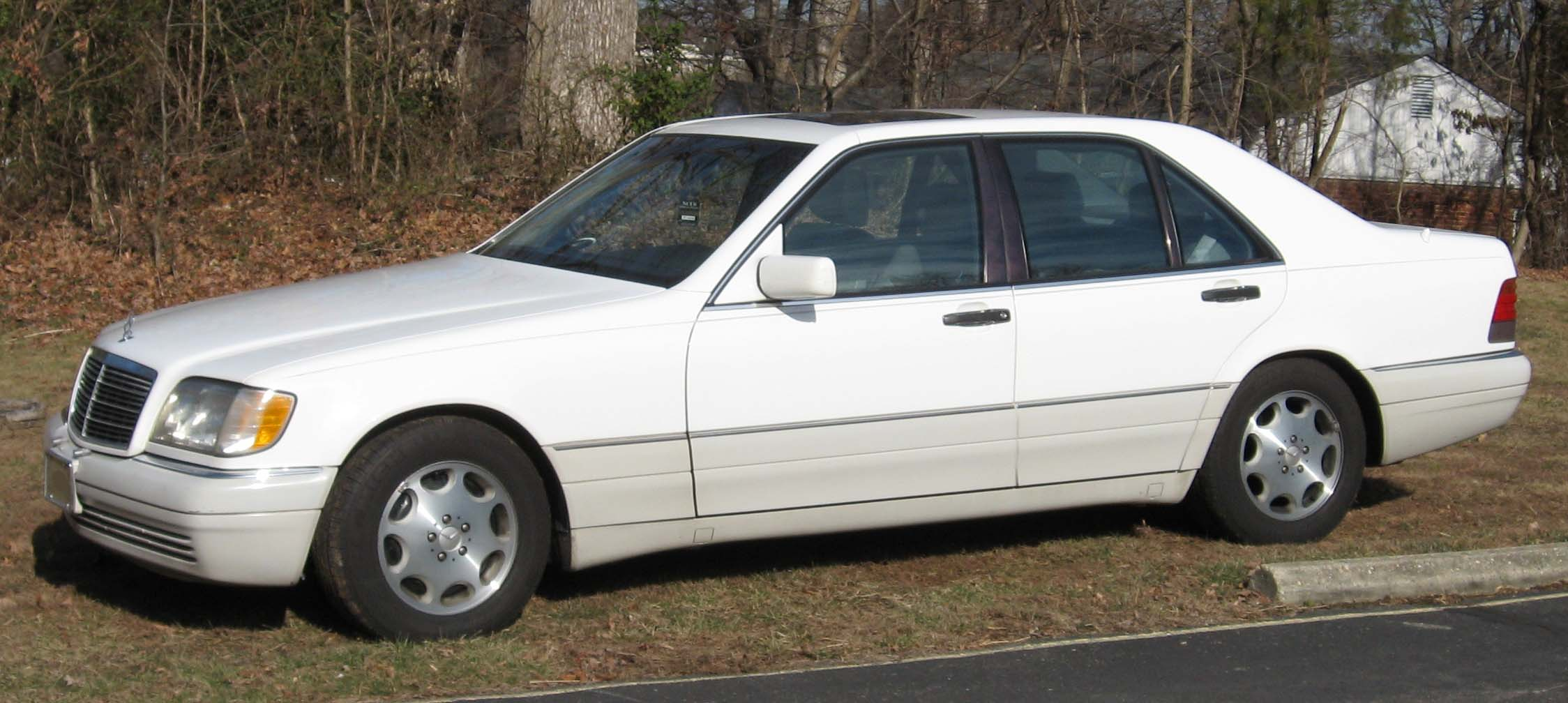